# Hypnerotomachia Poliphili

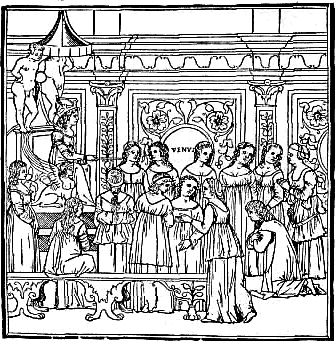
Drzeworyt z Hypnerotomachia Poliphili

Hypnerotomachia Poliphili (łac.: Polifila walka o miłość we śnie) to jedna z najcenniejszych i najbardziej niezrozumiałych książek, jakie ukazały się w Europie Zachodniej wkrótce po wynalezieniu druku. Zachowanych egzemplarzy Hypnerotomachii jest mniej niż Biblii Gutenberga. Uczeni wciąż dyskutują kim jest jej tajemniczy autor, Francesco Colonna. Hypnerotomachia została napisana w roku 1467, a wydana w roku 1499 w Wenecji.
Po połączeniu pierwszych liter rozdziałów powstaje zapis: Poliam Frater Franciscus Columna Peramavit (Brat Franciszek bardzo kochał Polię). W pełnej erotyzmu Hypnerotomachii Colonna każe swojemu bohaterowi, Poliphilowi przeżywać we śnie tajemnicze obrzędy, podążać przez kraj miłości, by odnaleźć utraconą kochankę Polię. Hypnerotomachia napisana jest tajemniczym językiem w którym mieszają się języki: grecki, hebrajski, arabski, chaldejski, a nawet hieroglify egipskie. Czasem pisze w kilku językach jednocześnie, mieszając je i tworząc nowe słowa. Często odsyła do dzieł hermetycznych autorów, czy całych prądów filozoficznych.
Od czasu pięćsetnej rocznicy pierwszego wydania Hypneromachii ukazało się kilka współczesnych tłumaczeń, m.in. angielskie, hiszpańskie, holenderskie i niemieckie. W języku polskim ukazało się tłumaczenie częściowe.

## Współczesne wydania (z komentarzem)
- Francesco Collona, Hypnerotomachia Poliphili. Edizione critica e commento a cura di Giovanni Pozzi e Lucia A. Ciapponi, Editrice Antenore, Padova 1968 (repr. 1980)
- Francesco Colonna, Hypnerotomachia Poliphili. A cura di Marco Ariani e Mino Gabriele, Adelphi, Milano 1998 (repr. 2004, 2010), ISBN 88-459-1941-2 (faksymile wydania z 1499 r. z tłumaczeniem na język włoski oraz szczegółowym komentarzem)

## Monografie
Anna Klimkiewicz, Hypnerotomachia Poliphili Francesca Colonny, Wydawnictwo Uniwersytetu Jagiellońskiego, Kraków 2015, s. 274.ISBN 978-83-233-3908-3

## Współczesne tłumaczenia
- Francesco Colonna, Hypnerotomachia Poliphili, The Strife of Love in a Dream. Translated by Joscelyn Godwin, London 1999 (tłumaczenie na język angielski, wielokrotnie wznawiane) ISBN 978-0-500-28549-7
- Francesco Colonna, Sueño de Polífilo. Edición y traducción de Pilar Pedraza Martinez, (tłumaczenie na hiszpański z komentarzem, wielokrotnie wznawiane) Barcelona 1999, Seria: El Acantilado, t. 17, ISBN 978-8-495-35905-6
- Francesco Colonna, De droom van Poliphilus (Hypnerotomachia Poliphili). (tłumaczenie na język niderlandzki autorstwa Ike Cialona z komentarzem, w 2 tomach) Athenaeum – Polak & Van Gennep 2006, ISBN 978-9-025-30668-7
- Francesco Colonna, Hypnerotomachia Poliphili, Interlinearkommentarfassung. Übersetzt und kommentiert von Thomas Reiser (tłumaczenie na język niemiecki z przypisami w tekście), Breitenbrunn 2014, Seria: Theon Lykos, red. Uta Schedler, t.  Ia, ISBN 978-1-499-20611-1
- Francesco Colonna, Hypnerotomachia Poliphili, (tłumaczenie na język polski rozdziałów I, II, III i IV  autorstwa Anny Klimkiewicz) w: Anna Klimkiewicz, Hypnerotomachia Poliphili Francesca Colonny, Wydawnictwo Uniwersytetu Jagiellońskiego, Kraków 2015 ISBN 978-83-233-3908-3